# Cameron McKenzie-McHarg
Pour les articles homonymes, voir McKenzie et McHarg.
Cameron McKenzie-McHarg, né le 17 avril 1980 à Leongatha, est un rameur d'aviron australien. 

## Carrière
Cameron McKenzie-McHarg participe aux Jeux olympiques de 2008 à Pékin. Il remporte la médaille d'argent en quatre sans barreur, avec James Marburg, Matthew Ryan et Francis Hegerty.
Il est aussi champion du monde en huit en 2010 et vice-champion du monde en quatre sans barreur en 2009.